# Бжоза (Нижньосілезьке воєводство)
Бжоза (пол. Brzoza) — село в Польщі, у гміні Борув Стшелінського повіту Нижньосілезького воєводства.
Населення — 82 особи (2011).
У 1975-1998 роках село належало до Вроцлавського воєводства.

## Демографія
Демографічна структура станом на 31 березня 2011 року:
|          | Загалом | Допрацездатний вік | Працездатний вік | Постпрацездатний вік |
| -------- | ------- | ------------------ | ---------------- | -------------------- |
| Чоловіки | 36      | 3                  | 30               | 3                    |
| Жінки    | 46      | 8                  | 32               | 6                    |
| Разом    | 82      | 11                 | 62               | 9                    |